# Kolopejka vděčná
Kolopejka vděčná (Kalanchoe blossfeldiana) je druh rostliny z čeledi tlusticovité.
Nejznámější z druhů rodu. Druh se pěstuje jako okrasná pokojová rostlina. Mimo olistění tvořeného ztlustlými listy je dekorativní především kvetení. Kvete v únoru až dubnu, při nabuzení druhého kvetení stíněním kvete i v prosinci. V prosinci, v období Vánoc, jsou prodávány zvláště červeně kvetoucí odrůdy. Květy jsou někdy používány k aranžování, ale spíše jako doplňkové květy.

## Vědecká synonyma
- Kalanchoe globulifera v. Coccinea Perr.[4][5]

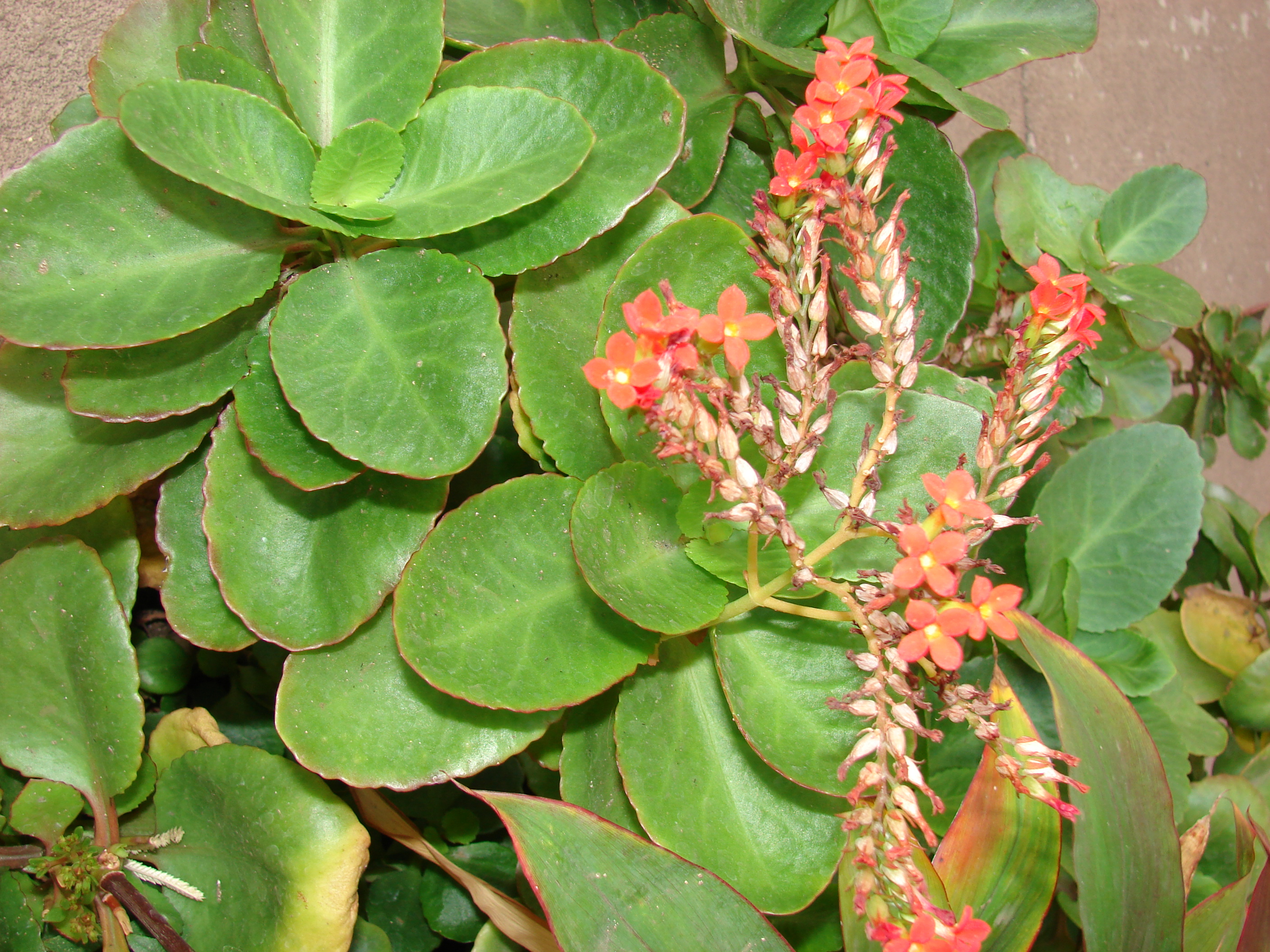
Kolopejka vděčná

## Historie
V roce 1930 byl druh přivezen z Madagaskaru do Evropy (do Postupimi) Robertem Blossfeldem, berlínským botanikem a prodejcem semen, a pojmenován podle něj Kalanchoe blossfeldiana. V rámci rodu jde o popularitou nepřekonaný druh.

## Rozšíření
Původní druh je rozšířen na severním Madagaskaru, na poměrně chladných horských planinách v humózní půdě. Druh je široce pěstován jako okrasná rostlina.

## Popis
Rostlina dorůstá výšky až 30 cm, má tmavě zelené, masité lysé listy. Listová čepel je oválná, podlouhlá nebo vejčitě podlouhlá, asi 7 cm dlouhá, 4 cm široká, mírně vroubkovanými okraji. Štíhlé vzpřímené květní stonky jsou zakončeny vrcholíky šarlatově červených květů. Kvete hojně na jaře a po iniciaci i v zimě.

## Pěstování
Je uváděna jako rostlina jejíž pěstování je nenáročné.

### Stanoviště
Umisťuje se na teplé a velmi světlé místo, snese přímé slunce. V letních měsících může být rostlina také umístěna venku (letněna). Pěstování ve volné půdě je možné, ale pouze v teplých oblastech planety, nesnáší mráz. Doporučuje se také druh pěstovat v přiměřeně velkých květináčích, ve větších nádobách roste hůře. Teplota půdy nemá nikdy klesnout pod 10 °C, ale nemá překročit 18 °C. Přes zimní měsíce je třeba rostliny udržovat na světlém chladném bezmrazém místě při teplotě 14–16 °C. V zimě je doporučeno výrazně omezit zálivku.

### Pěstební substrát
Je doporučována směs pařeništní zeminy, písku a listovky, v půdě s 5,5–7,0 pH, tedy humózní mírně kyselé a neutrální zahradnické zeminy. Lze ale použít běžně dostupný substrát pro hrnkové květiny nebo zahradnický substrát, jež jsou míchány na základě rašeliny. Druh velmi dobře snáší i hlinité půdy (např. hlinitý kompost a hlinitopísčitou zeminu s listovkou) ornici nebo mírně zásadité půdy, i půdy s obsahem vápníku, ačkoliv zde roste pomaleji. Na živiny bohaté půdy podporující růst mohou způsobit hniloby během přezimování.
Některé zdroje na internetu uvádí že je třeba použít lehčí, humózní a dobře propustný substrát s významným podílem rašeliny pro dosažení kyselého pH.

### Zálivka a přihnojování
Po celý rok je třeba zalévat až půda na povrchu vyschne, především nepřelévat. Rostlina snese přísušky i omezenou zálivku lépe než přelití.
Hnojení je doporučeno během vegetace (od května přes léto), každé 2 týdny. Je vhodné s hnojením dusíkem skončit v polovině srpna nebo v červenci, a použít draselné hnojiva, aby měkká pletiva do zimy dobře vyzrála. Dusíkem není doporučováno přehnojovat, protože u tohoto druhu vedou vyšší dávky dusíku k napadení mšicemi.
Zemina je ideální s dostatkem humusu, který může být dodáván (ve formě kompostu) s novou zeminou při přesazování na jaře.

### Kvetení a indukce kvetení
Kalanchoe je rostlinou krátkého dne. Pro vyvolání dalšího kvetení je třeba rostlinu po odkvětu postavit na chladnější místo (16 °C) a přikrývat po dobu jednoho měsíce tak, aby byla zatemněna 12 hodin. Bez tohoto opatření pokvete kalanchoe až na jaře. Teplota během zatemnění nesmí být vyšší než 15 °C, jinak se mění barva rostliny.
Podle dostupných zdrojů je kvetení u kalanchoe řízeno hormonálně (fytohormony), během krátkého dne se obsah některých látek v rostlině výrazně snižuje.
Bylo zjištěno, že kvetení u kolopejky vděčné přirozeně inhibuje (mimo jiné) kyselina gallová. Její obsah v listech druhu se zvyšuje během vegetace v období dlouhého dne a během období krátkého dne klesá. Během dlouhého dne se v rostlině ovšem zvyšuje i obsah dalších organických sloučenin, například fenolických sloučenin nebo taninu, ale není zcela jednoznačné, které látky se jakým dílem na fotoperiodicitě podílejí. Kvetení bude delší na chladnějším místě. Je vypěstováno mnoho kultivarů s různými barvami květů a plnokvěté odrůdy.

### Komerční použití
Prodávaná rostlina má mít 6–8 květních stvolů (současně kvetoucích), aby byla rostlina působivá, proto je během pěstování zaštipována. jako komerčně významné jsou zmiňovány zakrslé formy 'Christel Preuss' hort. a 'Ernst Thiede' hort. které jsou umělým zkracováním dne připravovány k prodeji kvetoucích rostlin o Vánocích (ČSSR, 1957).

### Rozmnožování

#### Vegetativně
Množí se na jaře nebo v létě řízkováním vrcholovými řízky se třemi páry listů. Podle některých autorů může být ale množena listovými řízky v únoru. Zakořeňuje snadno.
Řízek se ošetřuje růstovým stimulátorem, který se zapíchne do lehkého množárenského substrátu (zlehčující příměsi s rašelinou, často ve směsi dvou částí rašeliníku a jednoho dílu písku.) ve vytápěném skleníku nebo poloteplém pařeništi na vzdálenost 3 cm. Je vhodné přistínění za prudkého slunečního záření. Při teplotě 20–25 °C zakoření za 2 týdny. Do květináče se přesazuje v květnu, je doporučena směs listovky, pařeništní zeminy a písku 2 : 2 : 1, podle jiných autorů výživnější směs pařeništní a kompostové zeminy a písku (poměr 2: 1: 4). Řízek se poté seřezává v květnu nebo červnu, aby se rostlina rozvětvila.
Některé firmy množí opakovaně řízky z pěstovaných rostlin (při seřezávání), takže ani nepoužívají matečnice.
Josef Vaněk k tomu uvádí: „Chceme li zachovati přesnost druhu, musíme množiti řízky, což jde velmi snadno. Avšak stálým množením řízky ochabuje vzrůst, je tudíž nutné občas omladit kulturu výsevem.“

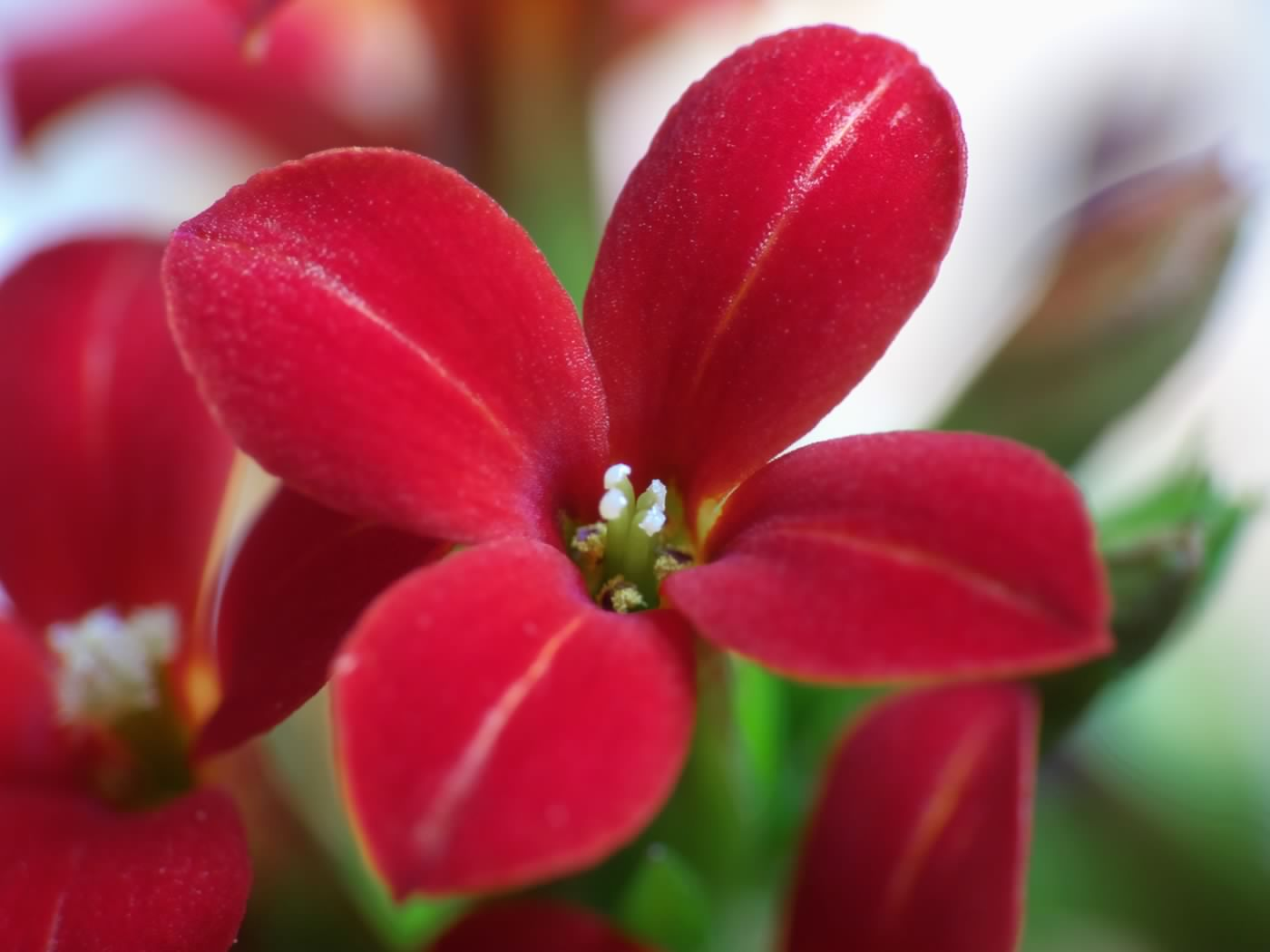
Detail květu

Kultivar 'Yucatan' byl testován ohledně reakce na organizaci a vytváření nových pletiv při vegetativním množení při použití různých kombinací auxinů a cytokininů. Nejrychleji byly kalusy indukovány a tvořeny s přírodní IAA (kyselina indolyloctová) a Z (zeatin).

#### Generativně
Nejvydatnější a nejúspornější pro množení je rozmnožování semenem. Semeno je velmi jemné, 82 000 semen v 1 g.
Kolopejky lze také množit generativně výsevem. Jako vhodnější jsou doporučeny únorové, březnové a dubnové výsevy. Výsevy se doporučuje přikrýt sklem. Při výsevu v lednu semenáčky trpí nedostatkem světla a jsou zpočátku choulostivé. Může být vyseta až do června.
Pro množení semenem je doporučován substrát z listovky a písku 3:1. Semena klíčí 14 dní po výsevu. Za 4–6 týdnů po výsevu je rostliny vhodné poprvé přepichovat tak, aby se rostliny vzájemně nedotýkaly. Po přesázení do květináčů je vhodné vysenkovat do pařeniště a dočasně přistínit, později vzduchovat a otužovat. Rostliny kvetou asi za rok po výsevu.

## Kultivary
Pěstované kultivary:
- 'Abendstern' okrové květy
- 'Albert Graser' svítivě červené
- 'Apricot' růžové
- 'Feuerzwerg' šarlatově červené
- 'Gelber Liebling' žluté
- 'Melody' červené květy se žlutým lemem
- 'Morgensonne' žlutavé
- 'Niirnberg' červené květy
- 'Orange Triumph' oranžově červené
- 'Christel Preuss'[15][6]
- 'Ernst Thiede'[15][6]

## Choroby a škůdci
Trpí především fyziologickými chorobami spojenými s chybami při pěstování, nadměrná zálivka, sluneční úžeh nebo poškození v důsledku zastínění. V nadměrně zahuštěné kultuře s horším prouděním vzduchu dochází k výskytu houbových chorob (padlí) a plísní. Mohou být napadeny mšicemi, zejména v prostředí se suchým vzduchem. Při nadměrné zálivce, nebo při přezimování ve vlhké půdě, hnije. Může být poškozena silným větrem.
Je udáváno, že rostliny pěstované v tmavých a vlhkých částech skleníku mohou mít na listech hnědé skvrny, takové rostliny jsou neprodejné. Při teplotě pod 15 °C trpí kořeny hnilobami.

## Jedovatost
Kolopejka vděčná i další druhy rodu obsahují glykosidy s účinky na srdeční svalstvo, rostliny jsou toxické pro dobytek a menší zvířata. V Jižní Africe a Austrálii, kde se tyto rostliny vyskytují ve volné přírodě, jsou otravy skotu a ovcí běžné. Může být tedy nebezpečná pro chovaná zvířata v domácnosti. Již během několika hodin přicházejí bolesti břicha a zvracení. Během léta jsou koncentrace toxinů vyšší. Toxická dávka pro malá zvířata není udávána, ale u telat je letální dávka odhadnuta na 7 g květů / kg tělesné hmotnosti nebo 40 g listů / kg tělesné hmotnosti.
Druhy kalanchoe jsou udávány jako nejedovaté pro člověka nebo s neznámou jedovatostí pro člověka.

## Invazivní rostlina
Ačkoliv jsou popsány tendence druhu zplaňovat v teplých oblastech, druh není označen jako plevel nebo jako invazivní druh.